# Sciades luzonicus
Sciades luzonicus är en skalbaggsart som först beskrevs av Stefan von Breuning 1959.  Sciades luzonicus ingår i släktet Sciades och familjen långhorningar.
Artens utbredningsområde är Filippinerna. Inga underarter finns listade i Catalogue of Life.